# Désert du Karoo

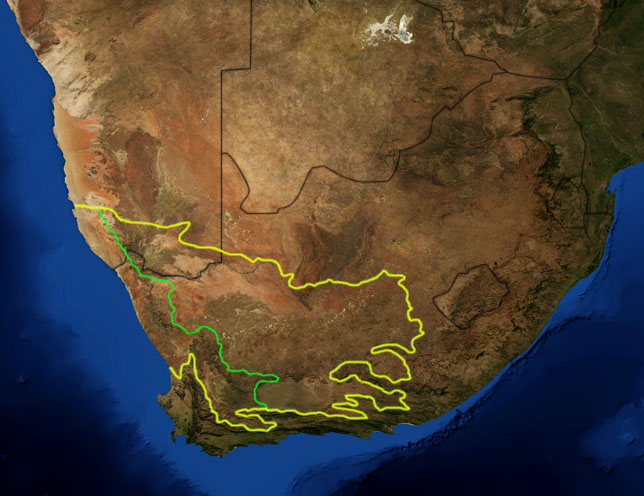
Carte du Karoo. La ligne verte distingue deux éco-régions, le « Karoo succulent » et le « Karoo nama ».

Le Karoo (mot khoïkhoï signifiant le « pays de la soif ») est un semi-désert situé en Afrique du Sud. Il se divise en deux sous-régions séparées par les montagnes du Swartberg : le Grand Karoo au nord et le petit Karoo au sud.

## Formation
Le désert du Karoo s'est formé il y a deux à trois cents millions d'années. Une brusque montée des eaux recouvrit alors ce qui était une forêt tempérée. Lors d'une seconde étape, intervenue il y a 130 millions d'années, une éruption volcanique recouvrit la région de lave basaltique. Les effets de l'érosion sur les couches supérieures de grès aboutirent à la formation de collines coniques surmontées de roches dures.
Après avoir été un marécage à l'époque des dinosaures, le Karoo est de nos jours une région aride, presque totalement privée d'eau en surface, sauf pendant de brèves périodes où les orages gonflent les rivières asséchées et accélèrent ainsi l'érosion.

## Géographie
L'autoroute N1, la plus grande d'Afrique du Sud, relie Le Cap à Johannesburg au travers du Karoo, à partir des montagnes de la Hex River[Où ?]. La N12, qui court du nord au sud, emprunte le col du Meiringspoort à travers les montagnes du Swartberg pour relier le Petit Karoo au Grand Karoo.

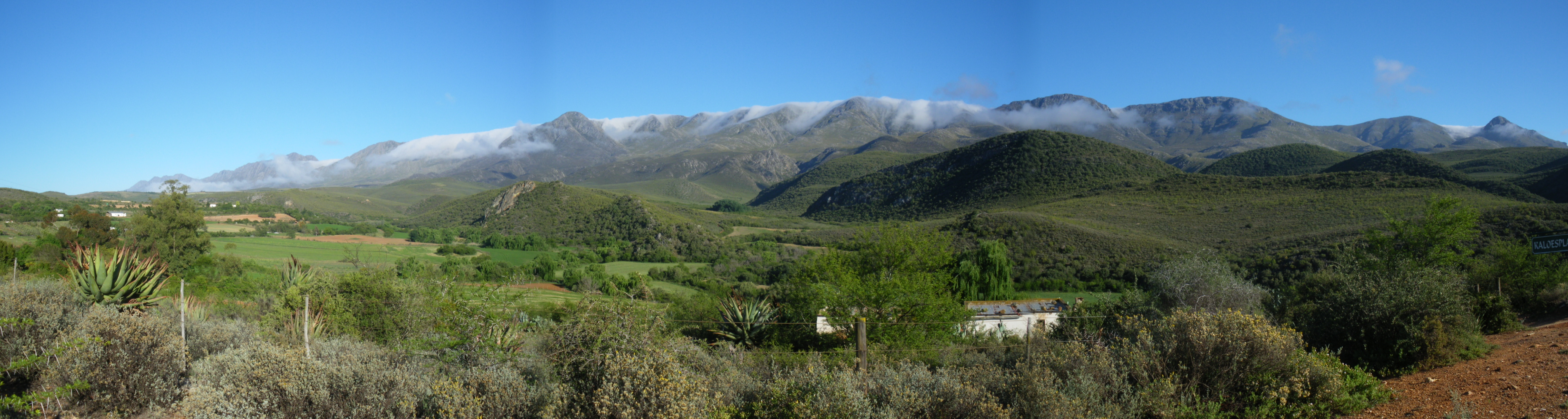
Les montagnes du

### Paléontologie
Par un  phénomène de subsidence, le Karoo a conservé la trace de grès et de mudstones épais d’environ dix kilomètres, sur une période allant du Carbonifère au Jurassique, en passant par le Permien et le Trias. Au dix-neuvième siècle, l'écossais Andrew Bain (en) découvre des fossiles, qu'il envoie à Richard Owen, à Londres. Ce dernier décrit et nomme Dicynodon. Mais il ne sait où placer cet animal qui tiendrait à la fois des mammifères et des reptiles. Peu après, en Amérique du Nord, Edward Cope découvre Dimetrodon. Cope fait l'hypothèse d'une lignée entre Dimetrodon, Dicynodon et les mammifères. Un autre Écossais, Robert Broom, étudie les mammal-like reptiles (« reptiles mammaliens ») du Karoo, et confirme l'hypothèse de Cope. Les fossiles du Karoo appartiennent à la famille des thérapsides, nom donné par Broom.
Depuis cela, l'appellation « reptile mammalien » est abandonnée. Dimetrodon (et autres pélycosaures) ainsi que les thérapsides (dont une branche donne naissance aux mammifères) sont à classer parmi les synapsides. L'appellation « reptile », considérée comme impropre est à remplacer par celle de sauropsides (comprenant également les oiseaux).

## Le Grand Karoo
Le Grand Karoo — en anglais : Great Karoo — a une superficie de plus de 400 000 km2 et s'est formé il y a plus de 250 millions d'années.
Les premières routes à traverser ce désert furent dessinées au début des années 1800. Il est alors peuplé principalement d'antilopes, de zèbres et de quelques populations humaines composées de Khoï et de Bushmens.
Au milieu du XIXe siècle, un chemin de fer est construit pour relier Worcester, près du Cap, au Transvaal, puis prolongé à travers le Karoo pour atteindre le Sud-ouest africain, le Bechuanaland et la Rhodésie du Sud.
Durant la seconde guerre des Boers, le grand Karoo fut pénétré par les commandos boers, qui harcelèrent les troupes britanniques sur leurs lignes arrière.

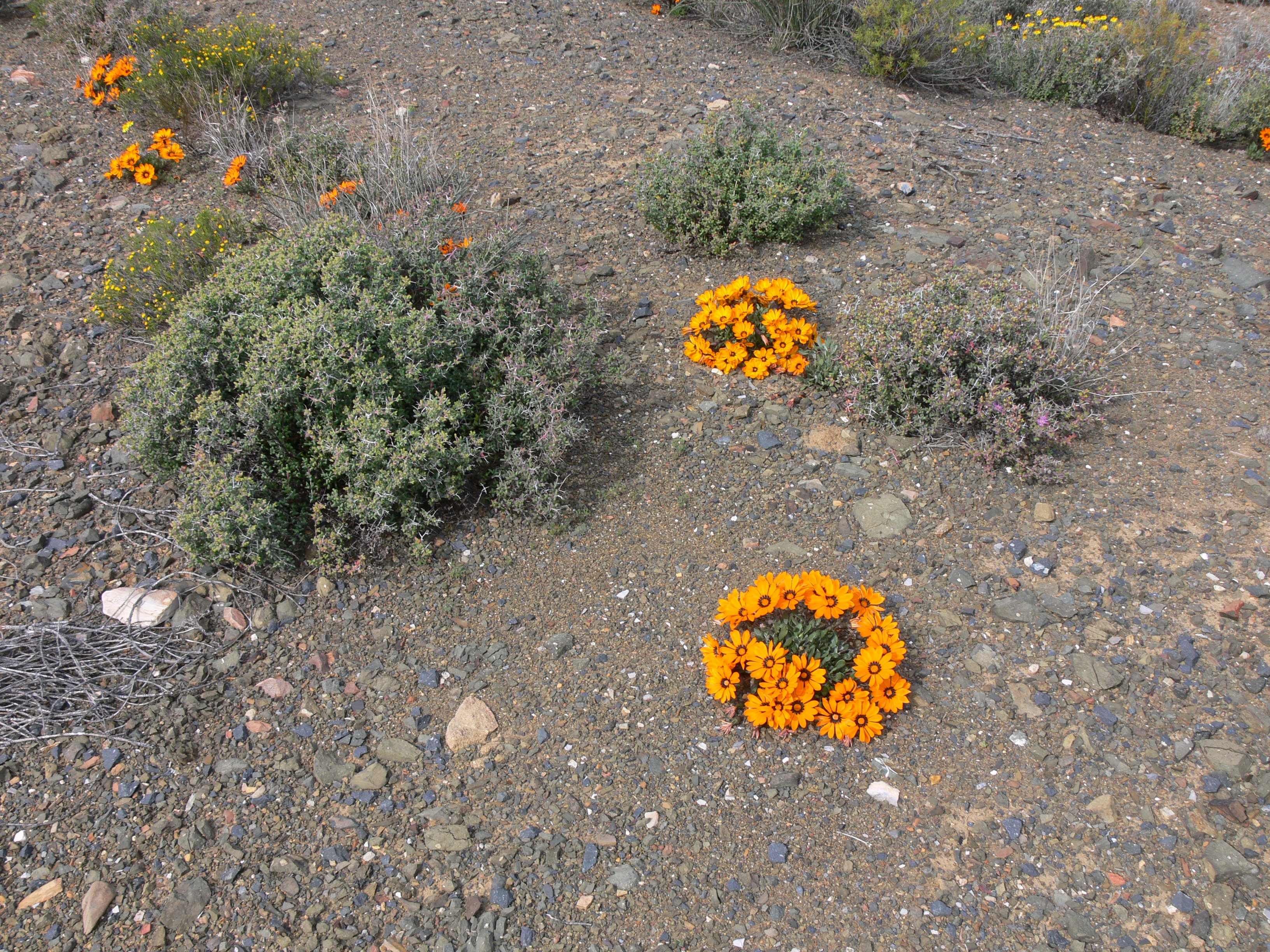
Région de Laingsburg au printemps
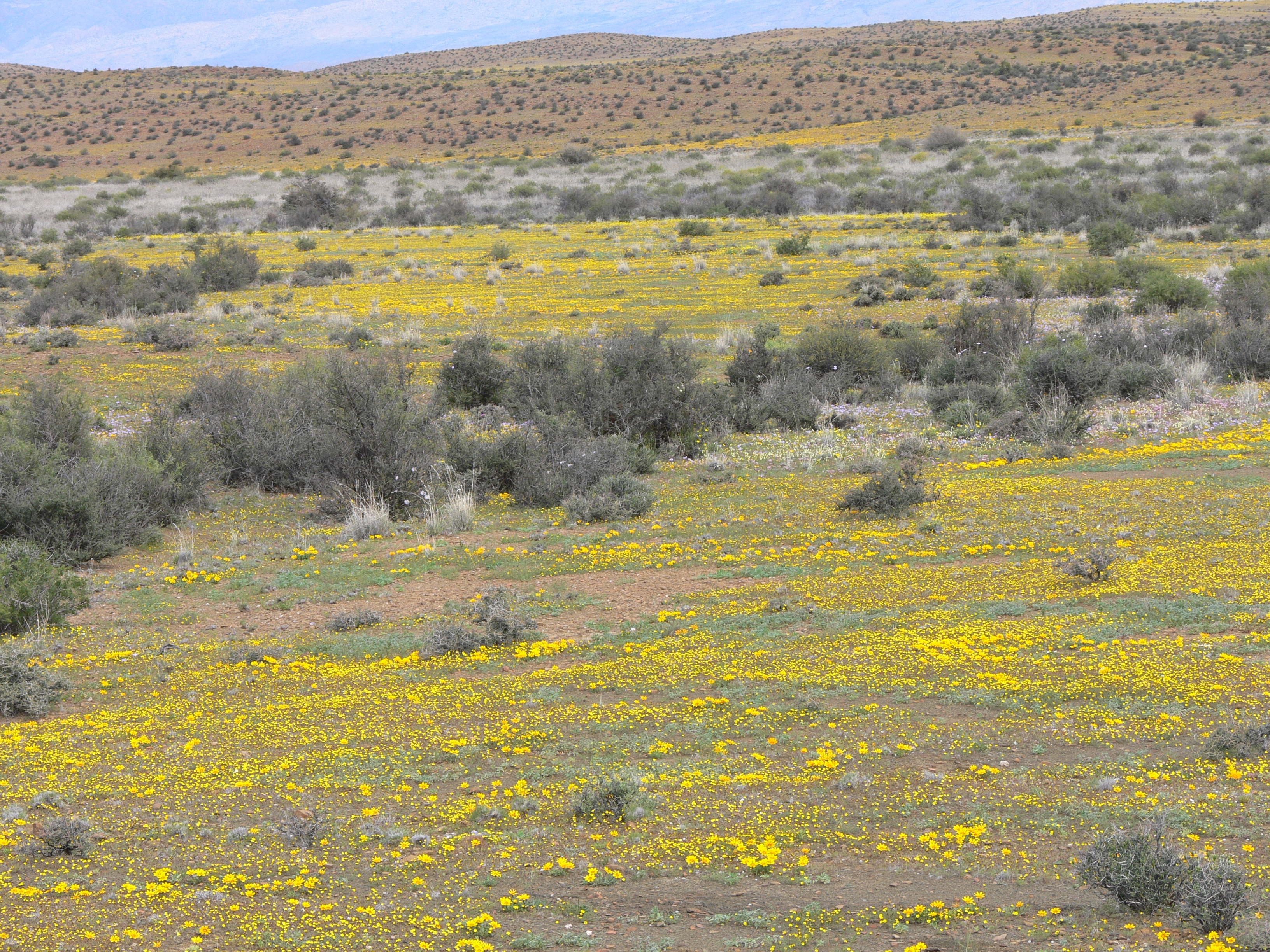
Région de Laingsburg au printemps
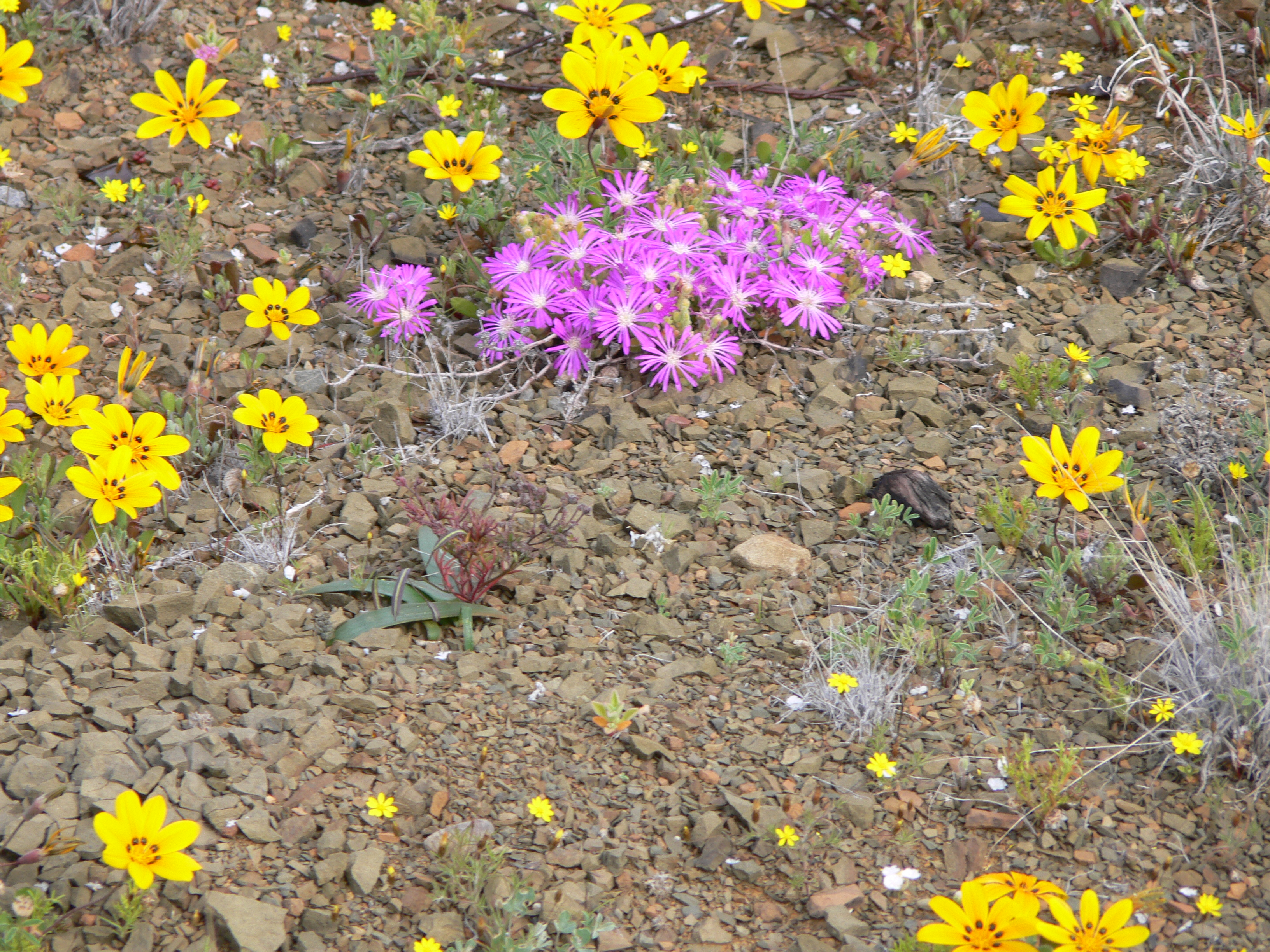
Région de Laingsburg au printemps
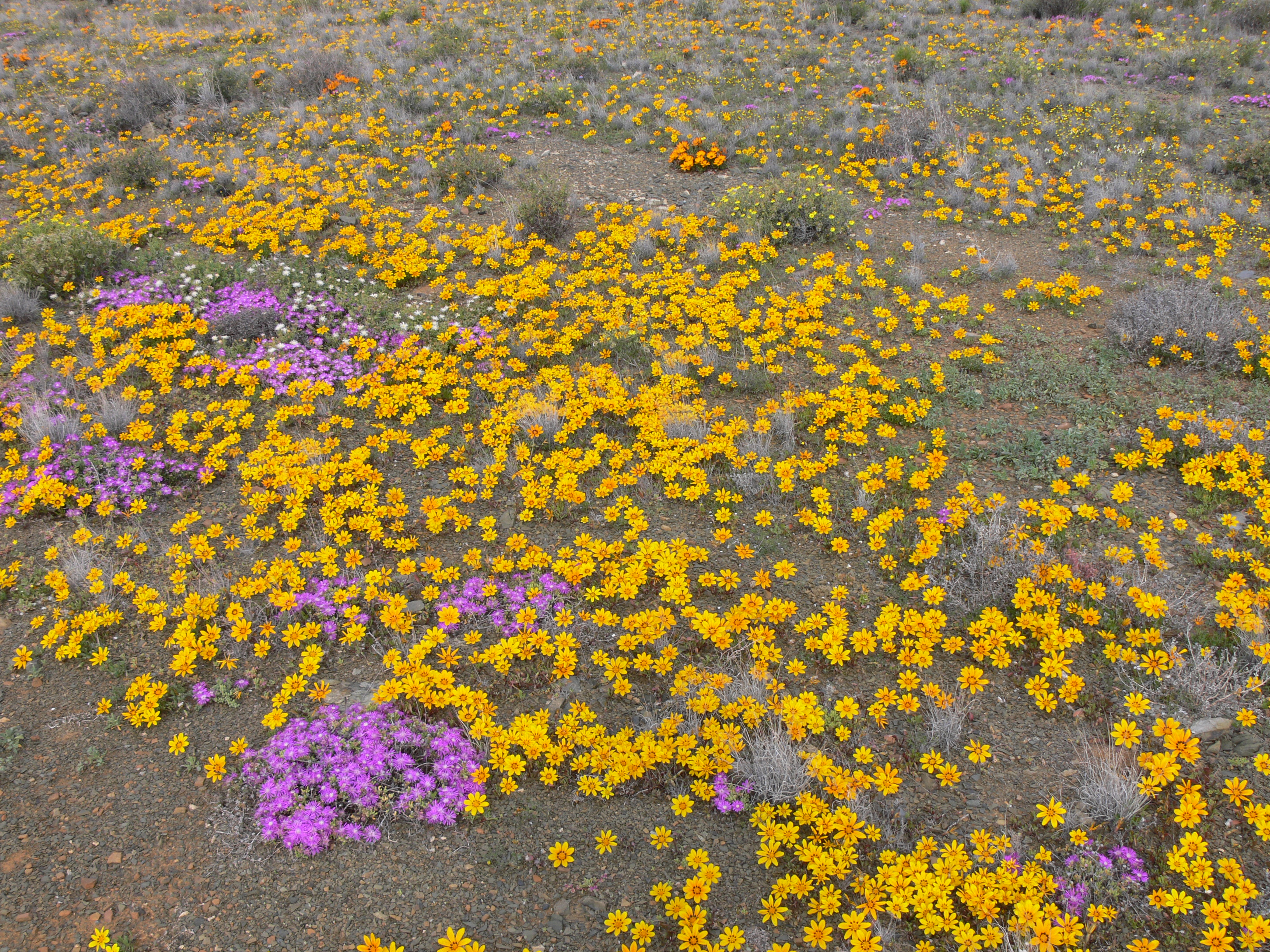
Région de Laingsburg au printemps
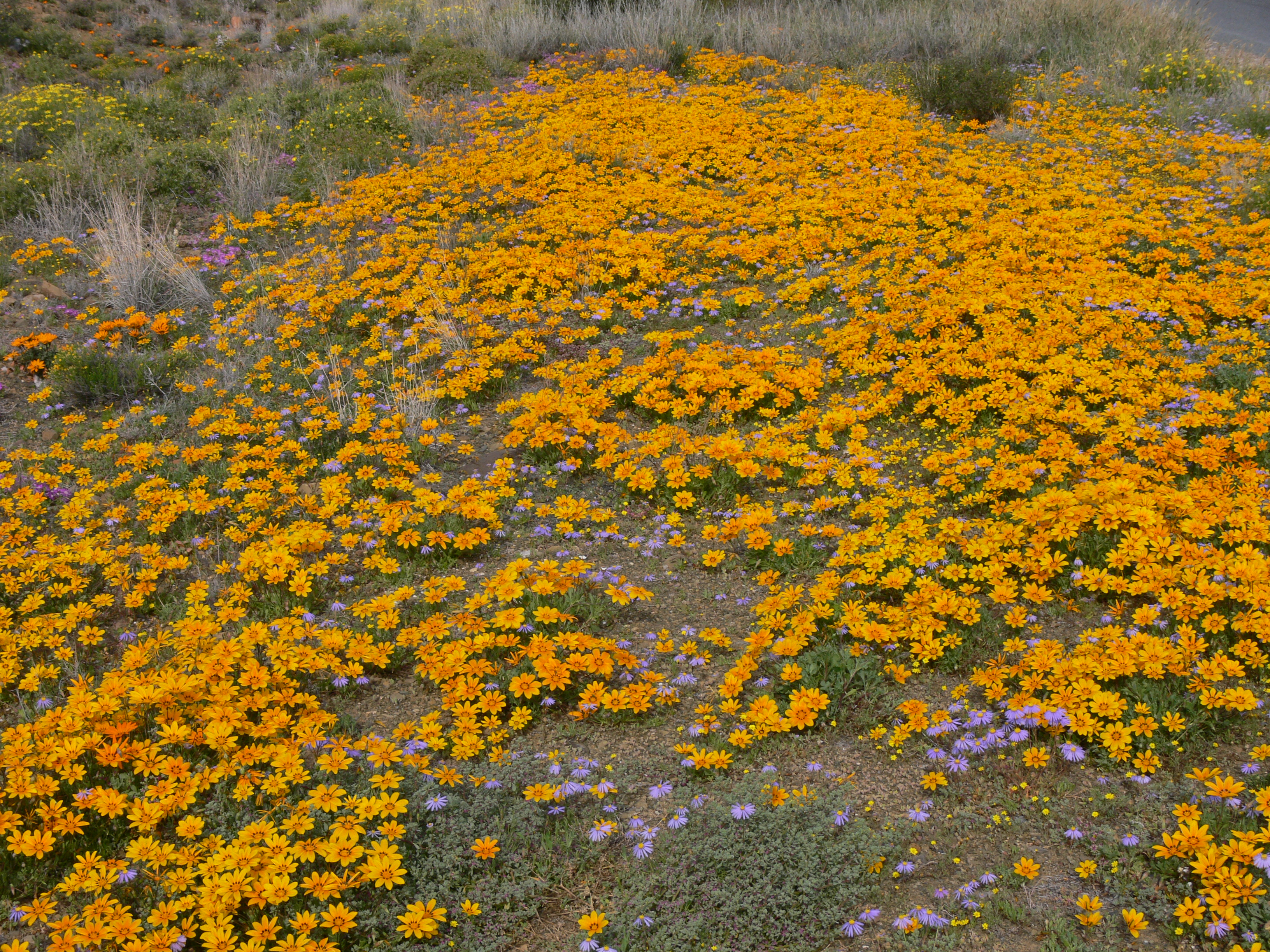
Région de Laingsburg au printemps
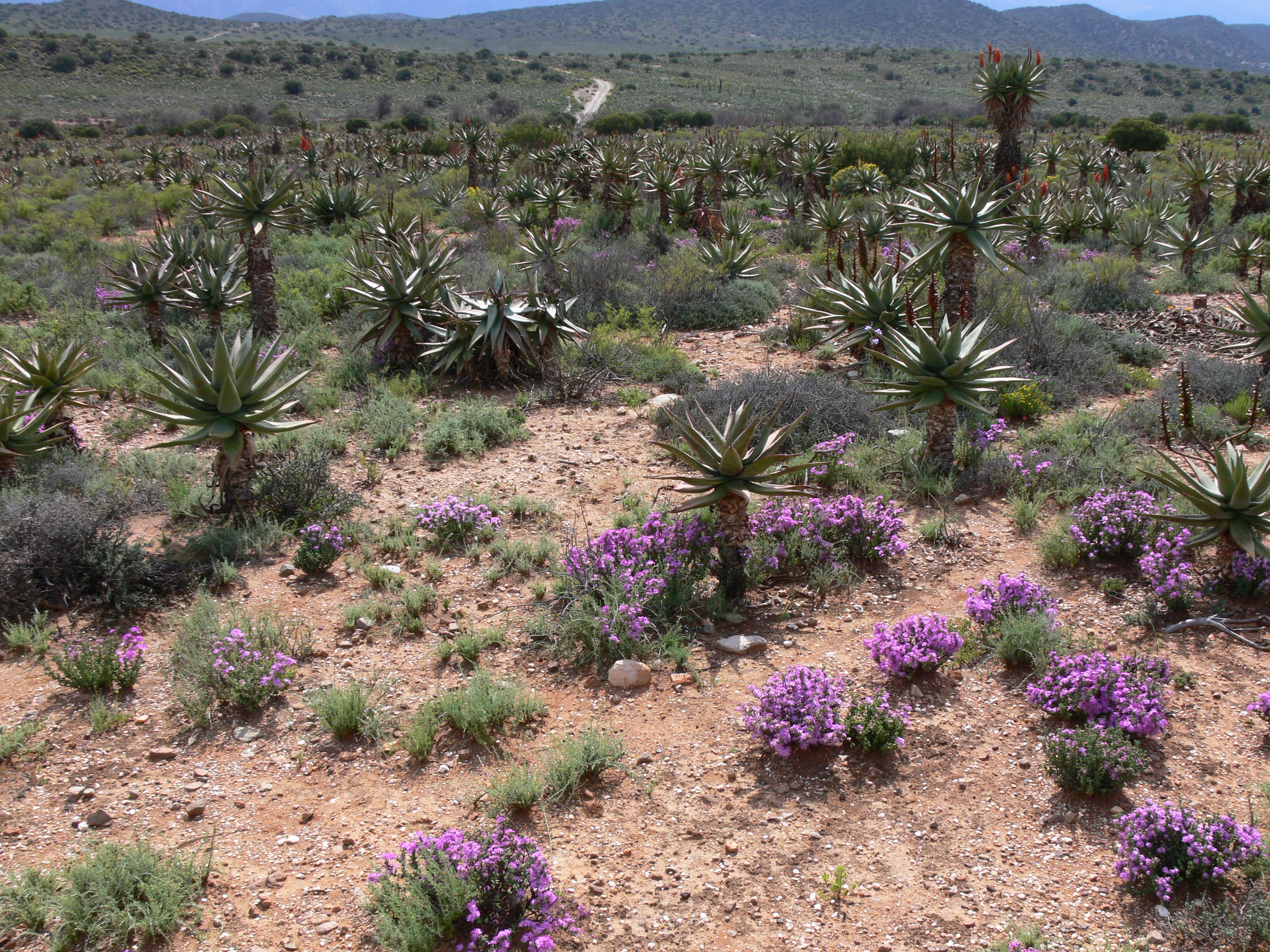
Région de Willowmore au printemps
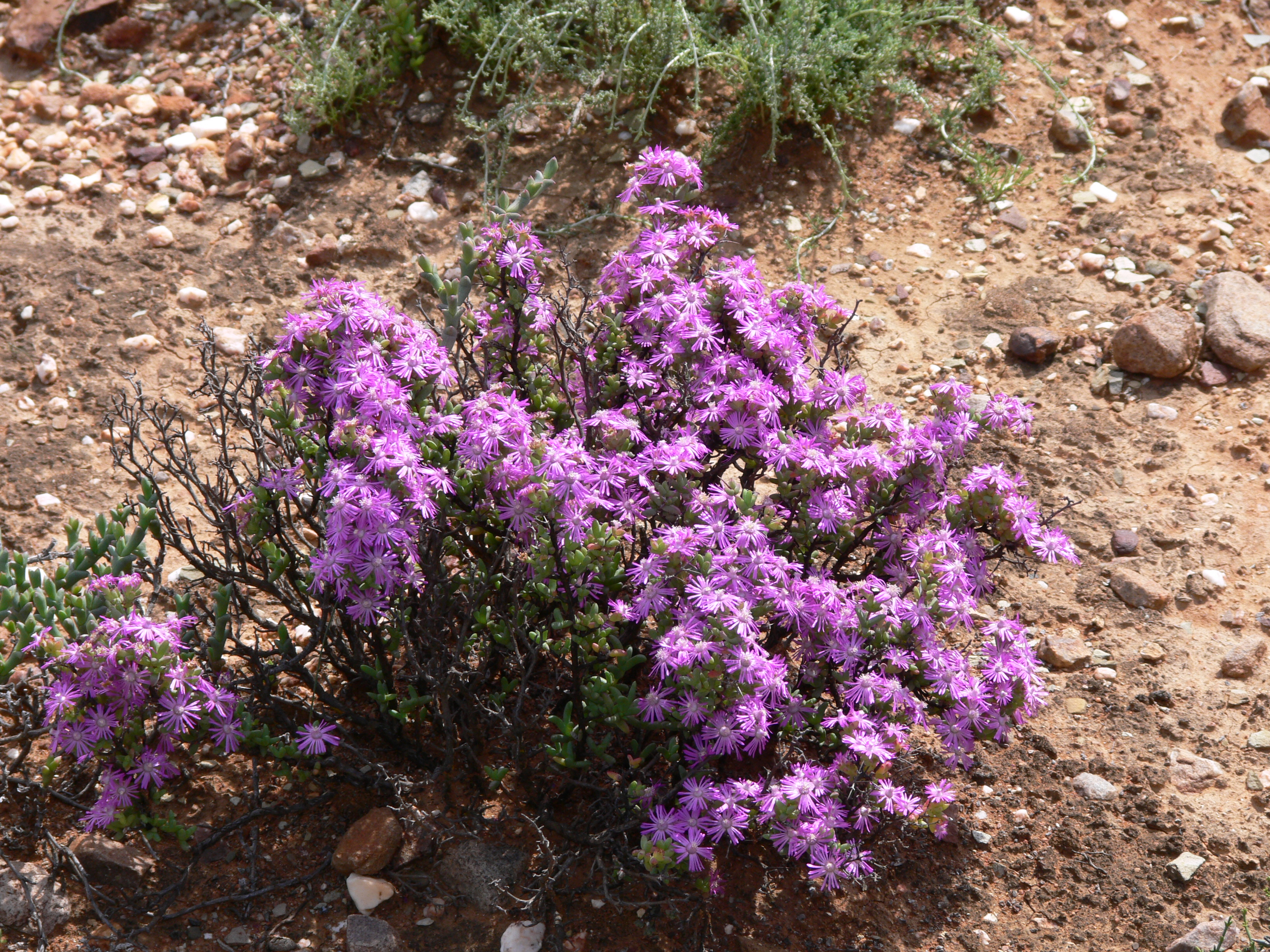
Région de Willowmore au printemps
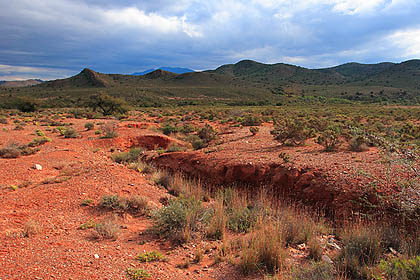
Paysage du Karoo

## Petit Karoo

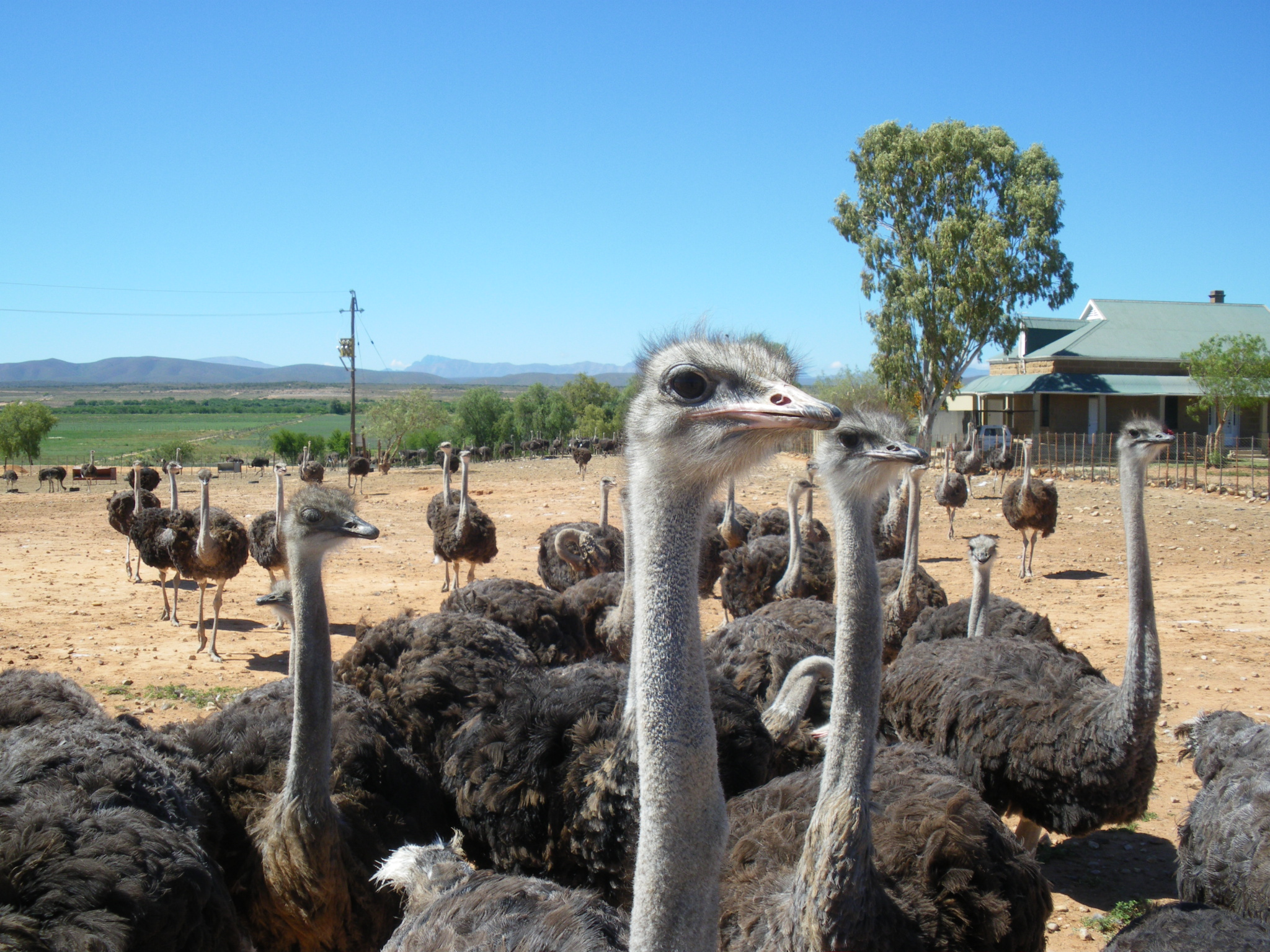
Ferme d'élevage d'autruches à Oudtshoorn

Le Petit Karoo — en afrikaans : Klein Karoo — est une région semi-désertique, relativement fertile, située dans la vallée cernée par les montagnes du Swartberg (au nord), du Langeberg (au sud-ouest) et de l'Outeniqua (au sud-est).
Les principales villes de cette région sont des centres agricoles comme Oudtshoorn, Ladismith, Calitzdorp, De Rust ou Barrydale.
Connue pour ses élevages d'autruches, la région fut explorée par les Boers à la fin du XVIIe siècle. Les seuls habitants avaient été jusque-là les Khoikhois.

## Villes du Karoo
- Matjiesfontein
- Oudtshoorn
- Graaff-Reinet
- Kimberley
- Prince Albert
- Beaufort West
- Fraserburg
- Loxton

## Parcs nationaux
- Parc national du Karoo
- Parc national des Zèbres de montagne